# Bernhard Salomon (Ingenieur)

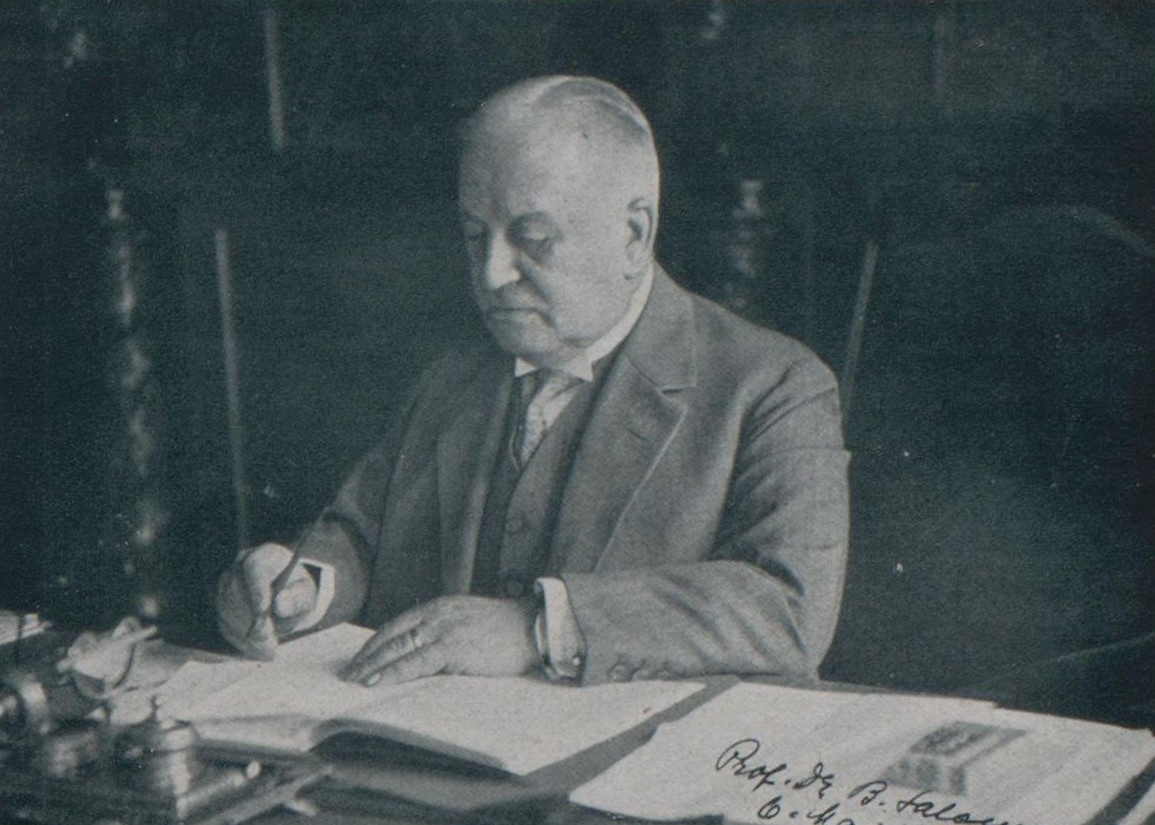
Bernhard Salomon, um 1930

Bernhard Salomon (* 6. Mai 1855 in Aachen; † 26. Juli 1942 in Frankfurt am Main) war ein deutscher Elektroingenieur und Unternehmens-Manager, von 1900 bis 1933 leitete er als Generaldirektor die Elektrizitäts-AG vormals W. Lahmeyer & Co. (EAG) in Frankfurt am Main.

## Leben
Bernhard Salomon studierte Elektrotechnik an der Polytechnischen Schule Aachen; 1875 wurde er Mitglied des Corps Marko-Guestphalia. Danach wurde er als Dozent für Maschinen-Ingenieurwesen an der TH Aachen tätig, wo er 1889 den Titel eines Professors erhielt.
Im Jahre 1891 nahm er eine Anstellung bei der W. Lahmeyer AG in Frankfurt am Main an, die am 9. Juli 1892 in die Elektrizitäts-AG vormals W. Lahmeyer & Co. (EAG) umfirmiert wurde. Von 1900 bis 1933 war er Generaldirektor der EAG. Spätere Muttergesellschaft der EAG war die Rheinisch-Westfälische Elektrizitätswerke AG (RWE), an deren Gründung die EAG 1898 beteiligt gewesen war.
Während seiner Laufbahn prägte Salomon maßgeblich die Landschaft der stromerzeugenden Unternehmen in Deutschland, Österreich und der Schweiz. Er wurde auch mit einer Ehrendoktorwürde (Dr.-Ing. E. h.) ausgezeichnet.
Salomon war außerdem Vizepräsident der Industrie- und Handelskammer Frankfurt-Hanau, Mitglied des Verwaltungsrats der Deutschen Reichspost und verschiedener anderer Verbände und Ausschüsse.
Salomon war jüdischer Herkunft und bekam ab 1933 trotz seines hohen Alters und seiner Verdienste die gesellschaftliche Ausgrenzung und die antisemitische Ideologie des Nationalsozialismus zu spüren. 1935 gab er sein Corpsband zurück, um seine Studentenverbindung nicht durch seine Mitgliedschaft in Schwierigkeiten zu bringen. Noch 1941 wurde er in einem Schreiben der Schiedsstelle beim Reichsverwaltungsgericht als „eine der hervorragendsten Persönlichkeiten des deutschen Wirtschaftslebens“ bezeichnet.
Die Eheleute Bernhard und Meta Fanny (geb. Eichengrün) wohnten, bis sie diese 1940 verlassen mussten, in einer Dienstvilla in der Frankfurter Westendstraße 25. Am 8. Juni 1942 wurde Meta Salomon zur Geheimen Staatspolizei vorgeladen, weil sie den – diskriminierenden – gelben Stern nicht getragen hatte, und anschließend in das Konzentrationslager Ravensbrück verschleppt, wo sie am 17. September 1942 an Apoplexie starb. Kurz vor seiner Deportierung in das KZ Theresienstadt, einen Monat nach der Verschleppung seine Frau, starb er am 26. Juli 1942 im Alter von 87 Jahren.